# Draâ Ben Khedda
Draâ Ben Khedda (Mirabeau durant la période coloniale française) est une commune algérienne de la wilaya de Tizi Ouzou, en Kabylie, située à 11 km à l'ouest de Tizi Ouzou et à environ 90 km à l'est d'Alger.

## Géographie

### Relief et hydrographie
Le territoire de la commune est bordé au nord par le Sebaou et traversé par le Bougdoura dans sa partie ouest.

### Localisation

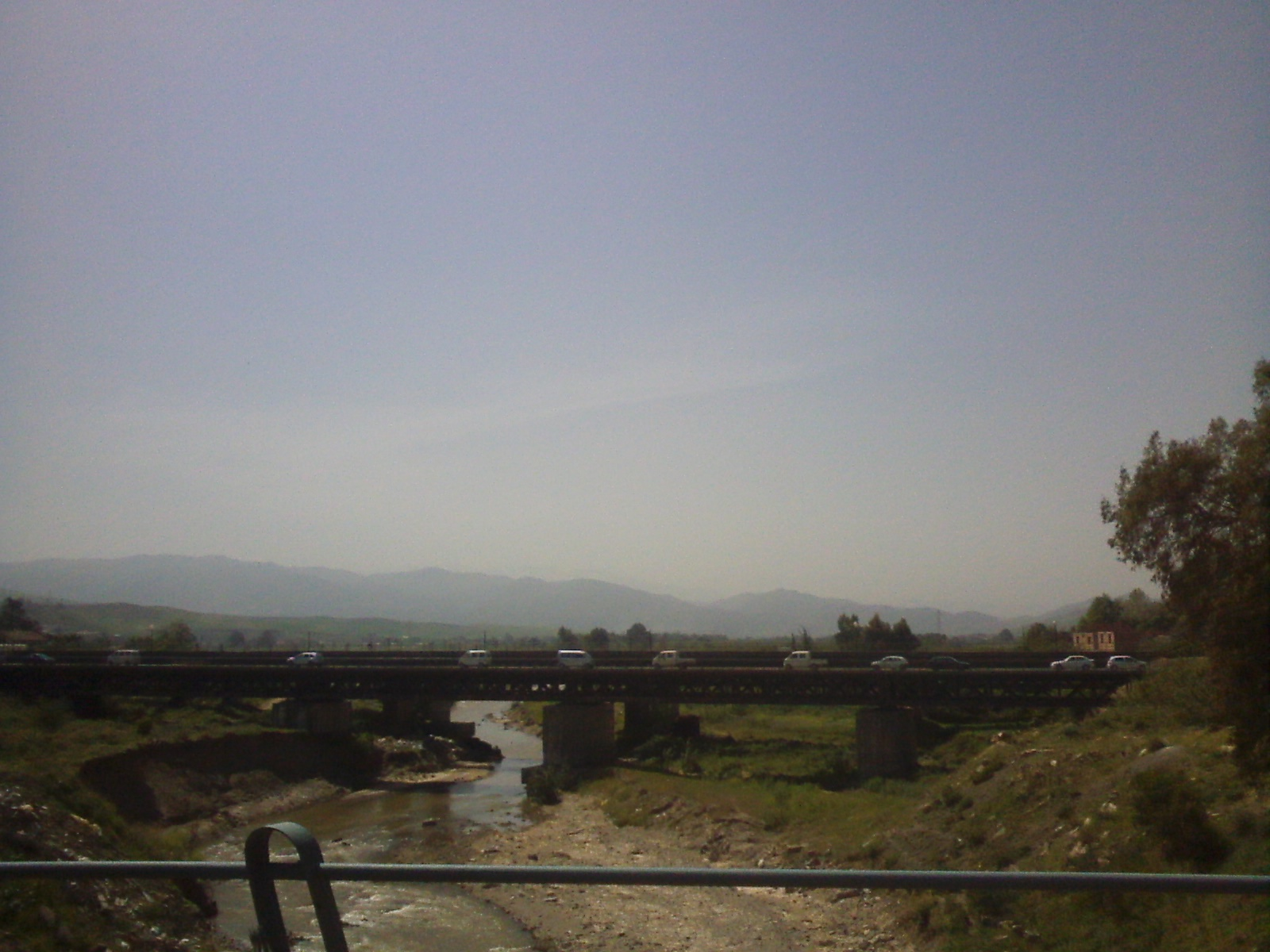
L'entrée Ouest de Draa Ben Khedda, avec l'ancien pont en vue sur le Oued Sebaou.

La commune de Draâ Ben Khedda est située à l'ouest de la wilaya de Tizi Ouzou. Elle est délimitée comme suit :
|         | Sidi Namane     |            |
| Tadmait | Draâ Ben Khedda | Tizi Ouzou |
| Tadmait | Tirmitine       | Maatkas    |

### Les villages de la commune
La commune de Draâ Ben Khedda est composée de 13 villages :

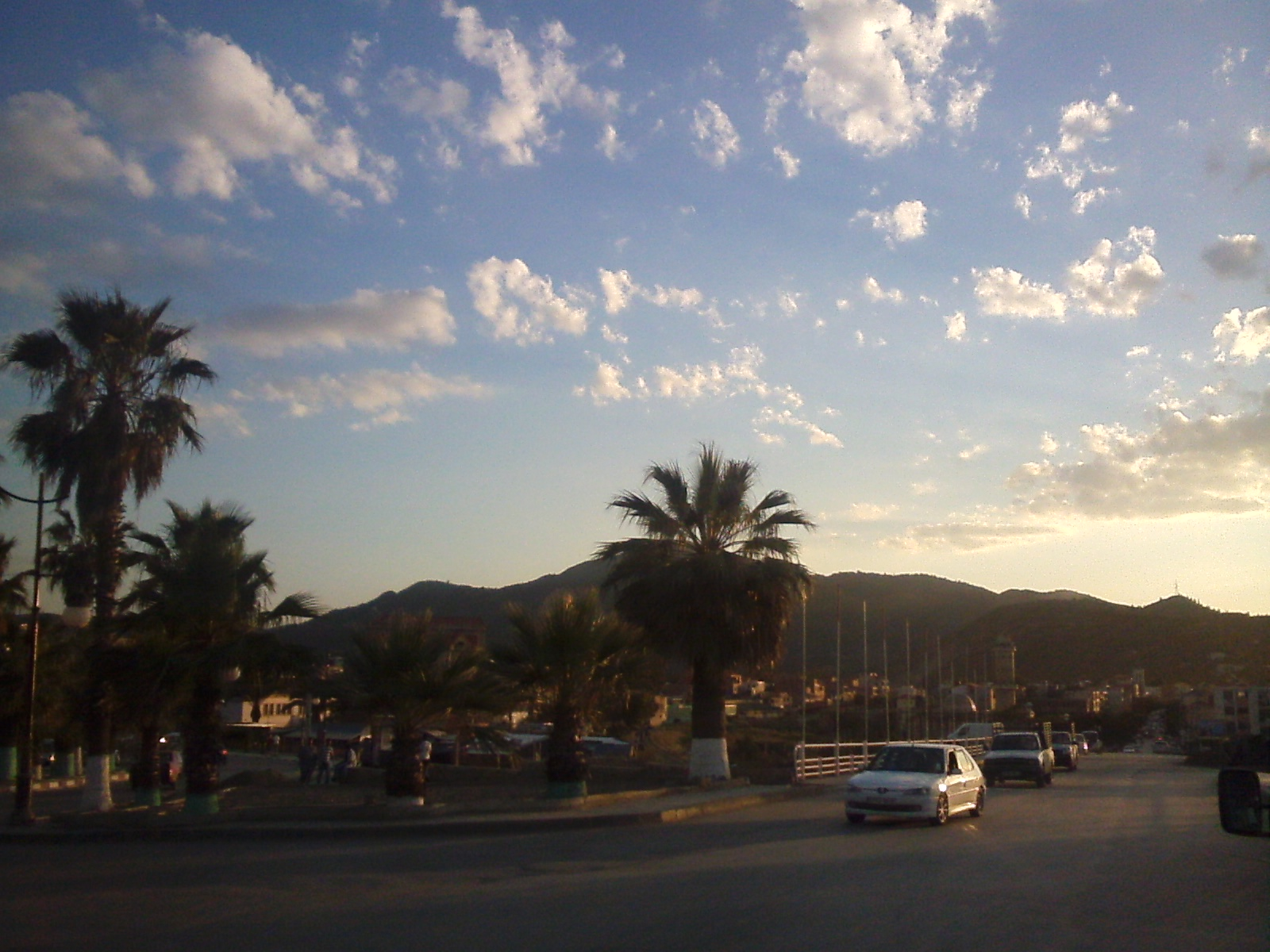
Une vue de la ville de Draâ Ben Khedda, et du mont Sidi Ali Bounab à l'horizon.

| nom français                   | nom en amazigh |
| ------------------------------ | -------------- |
| Aïn Faci                       | ⵜⴰⵍⴰ ⴼⴰⵙⵉ      |
| Bouyadif                       | ⵠⵓⵢⴰⴸⵉⴼ        |
| Laàrassi                       | ⵍⴰⵄⵕⴰⵙⵉ        |
| Draâ Ben Khedda, (ex Mirabeau) | ⴷⵔⴰⵄ ⴱⴻⵏ ⵅⴻⴷⴷⴰ |
| Ferme Tadjouimat               |                |
| Iferhatene                     | ⵉⴼⴻⵔⵃⴰⵝⴻⵏ      |
| Ighil Azougagh                 | ⵉⵖⵉⵍ ⴰⵣⴻⴳⴳⴰⵖ   |
| Ikherbouchen                   | ⵉⵅⴻⵔⵠⵓⵛⴻⵏ      |
| Mouldiouane                    | ⵎⵓⵍⴷⵉⵡⴰⵏ       |
| assif Fali                     | ⴰⵙⵉⴼ ⵏ ⴼⴰⵍⵉ    |
| Ferme Fali                     | ⵜⴰⵎⴷⴰⵍⵜ ⴼⴰⵍⵢ   |
| irsen                          | ⵉⵔⵙⴻⵏ          |
| Feraoun                        | ⴼⴰⵔⵄⵓⵏ         |

## Histoire
L'ancienne Mirabeau est un centre de colonisation dont l'installation est décidée le 24 février 1884 par le Gouvernement général de l'Algérie. Un budget de 31 014 700 ancien francs est affecté à ce projet. Elle fut notamment colonisée par des immigrants d'origine italienne : une rue de la commune porte toujours le nom de "Houmet talian".

## Économie

### Industrie
La ville de Draâ Ben Khedda était un centre industriel assez développé dans la région, plusieurs usines sont installés dans la ville, parmi les plus notables le complexe d'industrie textile spécialisée dans le tissage (ex-Cotitex - Cotonnière industrielle et textile), ouvert dès les premières années de l’indépendance est l’un des premiers jalons de l’industrialisation du pays. Il a connu une phase de prospérité d’un quart de siècle durant laquelle il employait 5 600 travailleurs, son déclin, qui a débuté au milieu des années 1980 avec des problèmes de vétusté des équipements, s’accentuera au cours de la décennie 1990 avec un surstockage de la production due à une baisse de qualité et à la concurrence des produits d’importation ; il perdra à chaque étape un millier d’emplois à travers les compressions, les départs volontaires et les départs en retraite. Actuellement et depuis 2011, le complexe est affilié à l'entreprise algérienne des textiles industriels et techniques (EATIT) et compte un peu plus de 600 travailleurs.
Le complexe de production laitière Tassili (ex-Orlac - Office régional du lait centre) privatisée en 2008, fut créée au début des années 1970, il était considérée comme l'un des fleurons de l'industrie laitière locale et nationale.

### Commerce
Le commerce est une activité assez développé dans la ville, avec le marché communal des fruits et légumes, les différents commerces et magasins développés surtout à partir de l'an 2005, la casse automobile sur la RN n° 25 menant vers Boghni ...etc.

## Infrastructures

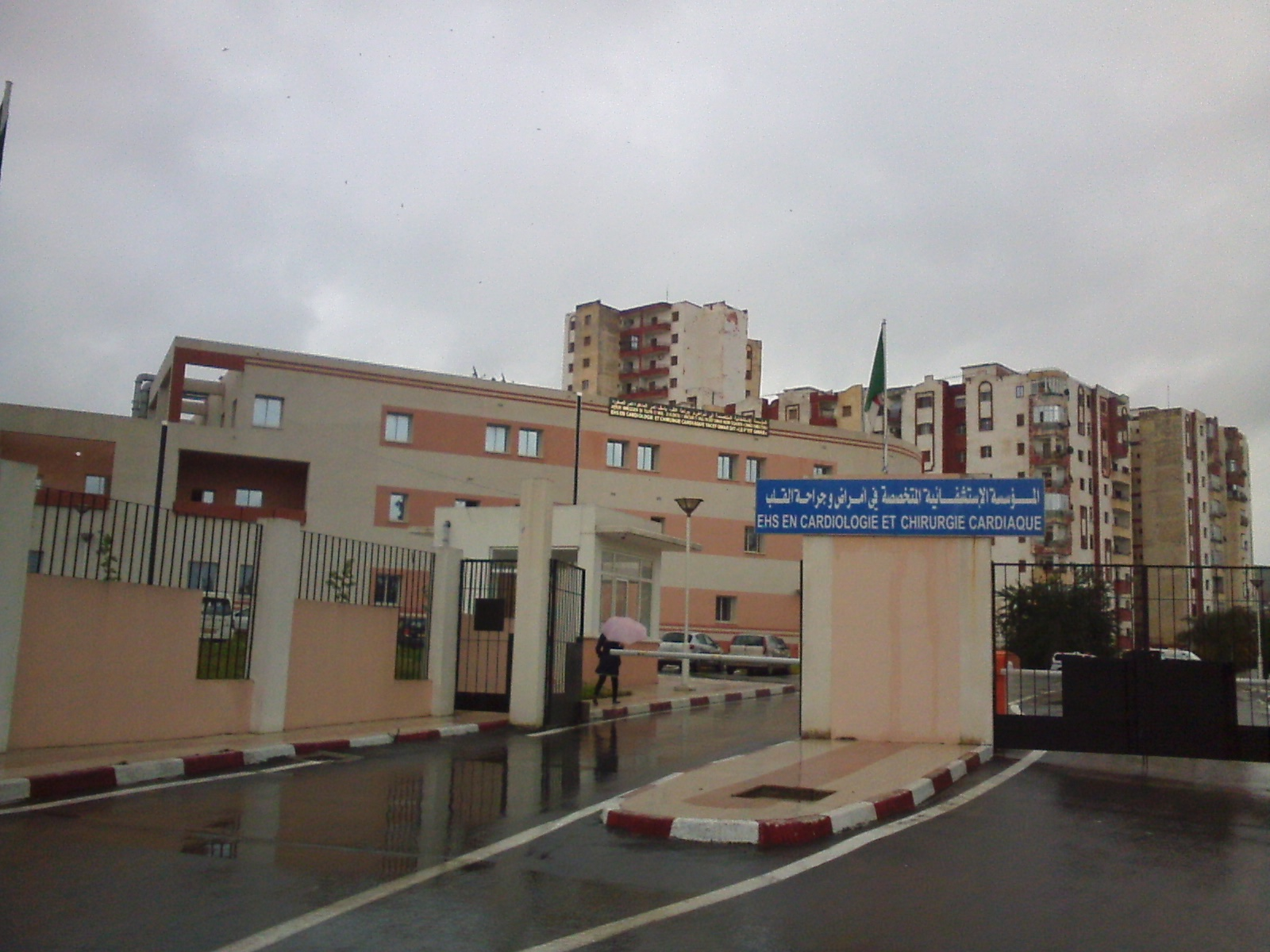
Hôpital spécialisé en cardiologie et chirurgie cardiaque de Draa Ben Khedda.

Draa Ben Kheddaest accessible par la RN n° 12 menant vers Tizi-Ouzou, la commune compte d'autres infrastructures telles qu'une ligne ferroviaire rénovée, des dispensaires, un nouvel hôpital spécialisé, plusieurs écoles et collèges, un centre de formation professionnelle.

## Santé
La commune abrite l'établissement hospitalier spécialisé en chirurgie cardiaque "Petit Omar" (80 lits).

## Sport
Le sport est assez développé dans la ville, notamment le Handball avec un stade communal appelé Chahid Kaci Ali revêtu de tartan, un petit complexe sportif, de salle omnisports et de combat et un stade scolaire. La ville dispose d'une équipe de football locale : l'Union Sportive Municipale de Draa Ben Khadda (USMDBK) et d'une équipe de handball : L'étoile Sportive de Draa Ben Khedda (ESDBK).
La ville de Draa Ben Khadda est la ville natale d'anciens joueurs de la JSK tel que Rezki Maghrici, le gardien de but de l'équipe d'Algérie de football : Lounès Gaouaoui et de nombreux handballeurs de haut niveau qui ont joué dans des championnats internationaux.